# Jahresberichte für deutsche Geschichte
„Jahresberichte für deutsche Geschichte” (JDG; dosł. Sprawozdania roczne historii Niemiec) – rocznik opracowywany i wydawany przez Berlińsko-Brandenburską Akademię Nauk zawierający bibliografię niemiecko i obcojęzyczną dotyczącą tylko historii Niemiec.

## Historia
JDG ma ponad 125. letnią tradycję. W latach 1880–1916 było wydawane przez Towarzystwo Historyczne w Berlinie. Zawierało publikacje znanych uczonych specjalizujących się w pracach ze wszystkich dziedzin badań historycznych.
Po I wojnie światowej JDG w latach 1920–1927 było wydawane we Wrocławiu. W latach międzywojennych miały miejsce reorganizacje w wydawaniu Jahresberichte. W 1926 zostało podzielone na część bibliograficzną i część dotyczącą sprawozdań z poszczególnych zagadnień z historii Niemiec. Pracami w tym czasie kierowali Albert Brackmann i Fritz Hartung. Część bibliograficzną początkowo opracowywano głównie w Bibliotece Pruskiej, a po trzech latach w Niemieckiej Bibliotece Narodowej w Lipsku. Z powodu trudnych warunków wojennych prace bibliograficzne zostały zawieszone w roku 1942. 
Od 1947 roku prace bibliograficzne miały być wznowione w Niemieckiej Akademii Nauk w Berlinie, jednak stało się to dopiero w 1950 roku. Po kolejnych reorganizacjach w 1958 roku redakcję przejął Institut für Geschichte Deutsche Akademie der Wissenschaften zu Berlin. Zwierzchnictwo nad JDG zmieniało się znowu po zjednoczeniu Niemiec, od tego czasu do dziś zajmuje się tym Berlińsko-Brandenburska Akademia Nauk.

## Rozpowszechnianie
Od 1927-2009 roku bibliografia była publikowana w formie rocznika. Ze względu na wysoką wartość wydawanych w okresie międzywojennym sprawozdań zostały one zdigitalizowane i udostępnione w Internecie w ramach projektu, który miał miejsce w latach 2001-2003. Dane z lat 1996-2002 wydano na płycie CD. Od 2003 roku pełna baza danych jest dostępna online, aktualnie od 1974 roku. Także tomy z lat 1925-1938 są zdigitalizowane i dostępne online. Zawartość bazy online jest aktualizowana codziennie od 2005 roku.

## Zawartość bibliografii
Jahresberichte für deutsche Geschichte jest wszechstronną bibliografią uwzględnione są w niej m.in. monografie, antologie tekstów, artykuły, edycje źródłowe, prace referencyjne i bibliografie. 
Publikacje, które są brane pod uwagę dotyczą Niemiec i terenów okupowanych, ale tylko jeśli odnoszą się one do polityki okupacyjnej i samego państwa niemieckiego. Tak samo jest w przypadku prac europejskich, czy światowych.
Główne kategorie tematyczne: tematy regionalne, polityka, zarządzanie, prawo i administracja, ruchy polityczne i społeczne, wojny, religie i kościoły, gospodarka, mieszkańcy, społeczeństwo i warunki życiowe, edukacja, nauka i technika, kultura, sztuka, dziennikarstwo, i in.